# بيرد (بلدة)
بيرد هي بلدة تقع في محافظة تاووش،أرمينيا.تبعد حوالي 211 كم عن العاصمة يريفان.